# Perrefitte
Perrefitte je obec v okrese Bernský Jura v kantonu Bern ve Švýcarsku. Žije zde 463 obyvatel.

## Geografie
Perrefitte leží v nadmořské výšce 600 m, vzdušnou čarou 2 km západně od městečka Moutier. Bývalá zemědělská vesnice se rozkládá západně od údolí u Moutier v pohoří Jura, na levé severní straně potoka Chalière, který se u Moutier vlévá do řeky Birs.
Území obce o rozloze 8,7 km² pokrývá nejzápadnější část údolí Grand Val (údolí Moutier), které je odvodňováno potokem Chalière. Do jižního svahu údolí se zařezává Combe Fabet, boční údolí řeky Chalière připomínající rokli. Jižní hranice se táhne po hřebeni Jura Moron, který se svažuje k Moutier (až 1140 m n. m. na území Perrefitte). Na severu zasahuje území obce do pohoří Montagne de Moutier, kde se nachází nejvyšší bod Perrefitte (1158 m n. m.). Na jižním úbočí této antiklinály se nachází rozsáhlá erozní kotlina u pramene řeky Chalière. V roce 1997 tvořila 4 % rozlohy obce zastavěná plocha, 66 % lesy a lesní porosty, 29 % zemědělské plochy a necelé 1 % neproduktivní půda.
Perrefitte zahrnuje několik samostatných zemědělských usedlostí. Sousedními obcemi Perrefitte jsou Moutier, Champoz a Petit-Val v kantonu Bern a Haute-Sorne v kantonu Jura.

## Historie

Letecký pohled (1958)

První písemná zmínka o obci pochází z roku 1295 pod názvem Pierefite. V roce 1321 se objevuje název Perefiten, později Pierefetteau a v roce 1548 Pierrefette. Název místa pochází z latinského petra ficta "tvarovaný kámen". Až do konce 18. století patřila obec k opatství Moutier-Grandval. V letech 1797–1815 patřilo Perrefitte k Francii a zpočátku bylo součástí départementu Mont-Terrible, který byl v roce 1800 sloučen s départementem Haut-Rhin. Na základě rozhodnutí Vídeňského kongresu v roce 1815 se obec stala součástí okresu Moutier v kantonu Bern. Při jurských plebiscitech se obec vždy vyslovila pro to, aby zůstala součástí kantonu Bern.

## Obyvatelstvo
| Vývoj počtu obyvatel | Vývoj počtu obyvatel | Vývoj počtu obyvatel | Vývoj počtu obyvatel | Vývoj počtu obyvatel | Vývoj počtu obyvatel | Vývoj počtu obyvatel | Vývoj počtu obyvatel | Vývoj počtu obyvatel | Vývoj počtu obyvatel | Vývoj počtu obyvatel | Vývoj počtu obyvatel |
| -------------------- | -------------------- | -------------------- | -------------------- | -------------------- | -------------------- | -------------------- | -------------------- | -------------------- | -------------------- | -------------------- | -------------------- |
| Rok                  | 1850                 | 1880                 | 1900                 | 1930                 | 1950                 | 1960                 | 1970                 | 1980                 | 1990                 | 2000                 |                      |
| Počet obyvatel       | 236                  | 283                  | 419                  | 414                  | 403                  | 519                  | 569                  | 464                  | 521                  | 476                  |                      |

Z celkového počtu obyvatel je 84,2 % francouzsky mluvících, 9,2 % německy mluvících a 2,9 % italsky mluvících (stav v roce 2000). V roce 1850 měla obec Perrefitte celkem 236 obyvatel a v roce 1900 419 obyvatel. Po dosažení nejvyššího počtu cca 570 obyvatel v roce 1970 je celkový trend od té doby klesající.

## Hospodářství
Perrefitte se po dlouhou dobu vyznačovalo zemědělstvím. V průběhu industrializace Moutier se v oblasti Chalière na hranici s Moutier usadila řada menších podniků. V posledních desetiletích se Perrefitte vyvinulo v rezidenční obec. Mnoho zaměstnanců dojíždí za prací do Moutier.

## Doprava
Obec leží na kantonální silnici vedoucí z Moutier přes Souboz do Petit-Val a dále do Bellelay. S výstavbou dálnice A16, od roku 2016 propojuje švýcarskou a francouzskou dálniční síť, má Perrefitte také poměrně blízké napojení na dálnici (sjezd 14 Moutier-Ouest). Perrefitte je napojeno na síť veřejné dopravy prostřednictvím linky Postbus, která vede z Moutier do Souboz.